# Loi d'airain de la prohibition
 (juillet 2022).
La mise en forme du texte ne suit pas les recommandations de Wikipédia : il faut le « wikifier ».
Les points d'amélioration suivants sont les cas les plus fréquents. Le détail des points à revoir est peut-être précisé sur la page de discussion.
- Les titres sont pré-formatés par le logiciel. Ils ne sont ni en capitales, ni en gras.
- Le texte ne doit pas être écrit en capitales (les noms de famille non plus), ni en gras, ni en italique, ni en « petit »…
- Le gras n'est utilisé que pour surligner le titre de l'article dans l'introduction, une seule fois.
- L'italique est rarement utilisé : mots en langue étrangère, titres d'œuvres, noms de bateaux, etc.
- Les citations ne sont pas en italique mais en corps de texte normal. Elles sont entourées par des guillemets français : « et ».
- Les listes à puces sont à éviter, des paragraphes rédigés étant largement préférés. Les tableaux sont à réserver à la présentation de données structurées (résultats, etc.).
- Les appels de note de bas de page (petits chiffres en exposant, introduits par l'outil «  Source ») sont à placer entre la fin de phrase et le point final[comme ça].
- Les liens internes (vers d'autres articles de Wikipédia) sont à choisir avec parcimonie. Créez des liens vers des articles approfondissant le sujet. Les termes génériques sans rapport avec le sujet sont à éviter, ainsi que les répétitions de liens vers un même terme.
- Les liens externes sont à placer uniquement dans une section « Liens externes », à la fin de l'article. Ces liens sont à choisir avec parcimonie suivant les règles définies. Si un lien sert de source à l'article, son insertion dans le texte est à faire par les notes de bas de page.
- La présentation des références doit suivre les conventions bibliographiques. Il est recommandé d'utiliser les modèles {{Ouvrage}}, {{Chapitre}}, {{Article}}, {{Lien web}} et/ou {{Bibliographie}}. Le mode d'édition visuel peut mettre en forme automatiquement les références.
- Insérer une infobox (cadre d'informations à droite) n'est pas obligatoire pour parachever la mise en page.

Pour une aide détaillée, merci de consulter Aide:Wikification.
Si vous pensez que ces points ont été résolus, vous pouvez retirer ce bandeau et améliorer la mise en forme d'un autre article.
 (juillet 2022).

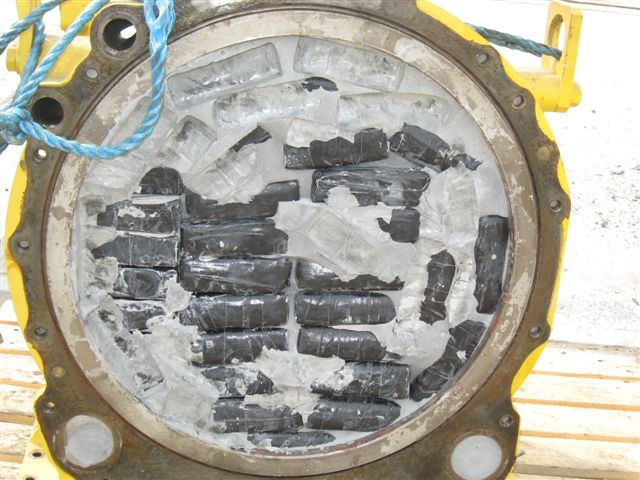
8,25 millions de livres sterling de cocaïne cachées dans une cargaison de machines.

La loi d'airain de la prohibition est une affirmation de Richard Cowan en 1986 disant que plus l'application de la loi devient intense, plus la puissance des substances interdites augmente Cowan le dit de cette façon: "plus l'application [de la loi] est dure, plus les drogues sont puissantes".
Cette loi est une application de l'effet Alchian-Allen. Le juge libertaire Jim Gray appelle la loi la « règle cardinale de la prohibition » et note qu'il s'agit d'un argument puissant en faveur de la légalisation des drogues,. Il est basé sur la prémisse que lorsque les drogues ou l'alcool sont interdits, ils seront produits sur les marchés noirs sous des formes plus concentrées et plus puissantes, parce que ces formes plus puissantes offrent une meilleure efficacité dans le modèle commercial - elles occupent moins d'espace dans le stockage, moins de poids dans le transport, et ramènent plus d'argent. L'économiste Mark Thornton écrit que la loi d'airain de la prohibition sape l'argument en faveur de l'interdiction, car les formes plus puissantes sont moins sûres pour le consommateur.

## Résultats

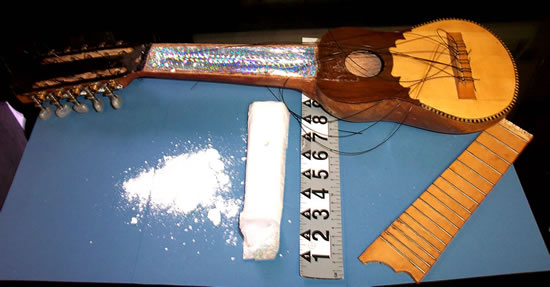
Un charango utilisé pour la contrebande de cocaïne.

Thornton a publié des recherches montrant que la puissance du cannabis augmentait à mesure que les budgets alloués à la répression des drogues augmentent. Il a ensuite élargi cette recherche dans sa thèse pour inclure d'autres drogues illégales et l'alcool pendant la prohibition aux États-Unis (1920-1933). L'approche de base est basée sur le théorème d'Alchian et d'Allen. Cet argument dit qu'un coût fixe (par exemple, les frais de transport) ajouté au prix de deux variétés du même produit (par exemple, une pomme rouge de haute qualité et une pomme rouge de qualité inférieure) entraîne une augmentation des ventes de la variété la plus chère. Lorsqu'ils sont appliqués au rhum, à la contrebande de drogue et au blocus, les produits les plus puissants deviennent le seul objectif des fournisseurs. Thornton note que le coût qui augmente le plus dans le cadre de ventes illégales est le fait d'éviter d'être pris. Thornton dit que si les drogues sont légalisées, les consommateurs commenceront à se sevrer des formes plus puissantes, par exemple avec les consommateurs de cocaïne achetant des feuilles de coca et les consommateurs d'héroïne passant à l'opium.
Le passage populaire de la bière au vin à l'alcool fort à l'époque de la prohibition américaine  a un parallèle dans le commerce des stupéfiants à la fin du 20e siècle. L'opium en vrac était illégal, de sorte que l'héroïne raffinée est devenue plus répandue, bien qu'avec un risque important de maladie transmissible par le sang en raison de l'injection par aiguille, et un risque beaucoup plus grand de décès par surdose. Le cannabis a également été jugé trop volumineux et gênant pour être passé en contrebande à travers les frontières, de sorte que les contrebandiers se sont tournés vers la cocaïne raffinée avec une puissance et des profits beaucoup plus élevés. Cowan a écrit en 1986 que le crack était entièrement un produit de la prohibition des drogues Le psychiatre clinicien Michael J. Reznicek ajoute le crystal meth à cette liste. Dans les années 2010, la loi d'airain a été invoquée pour expliquer pourquoi l'héroïne est remplacée par le fentanyl et d'autres opioïdes synthétiques encore plus puissants.